# Terra do Fogo

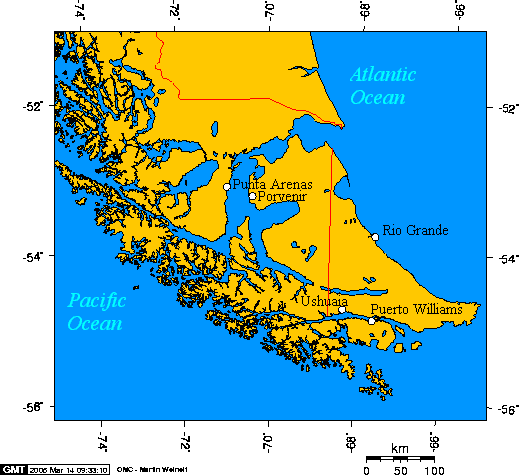
A Terra do Fogo

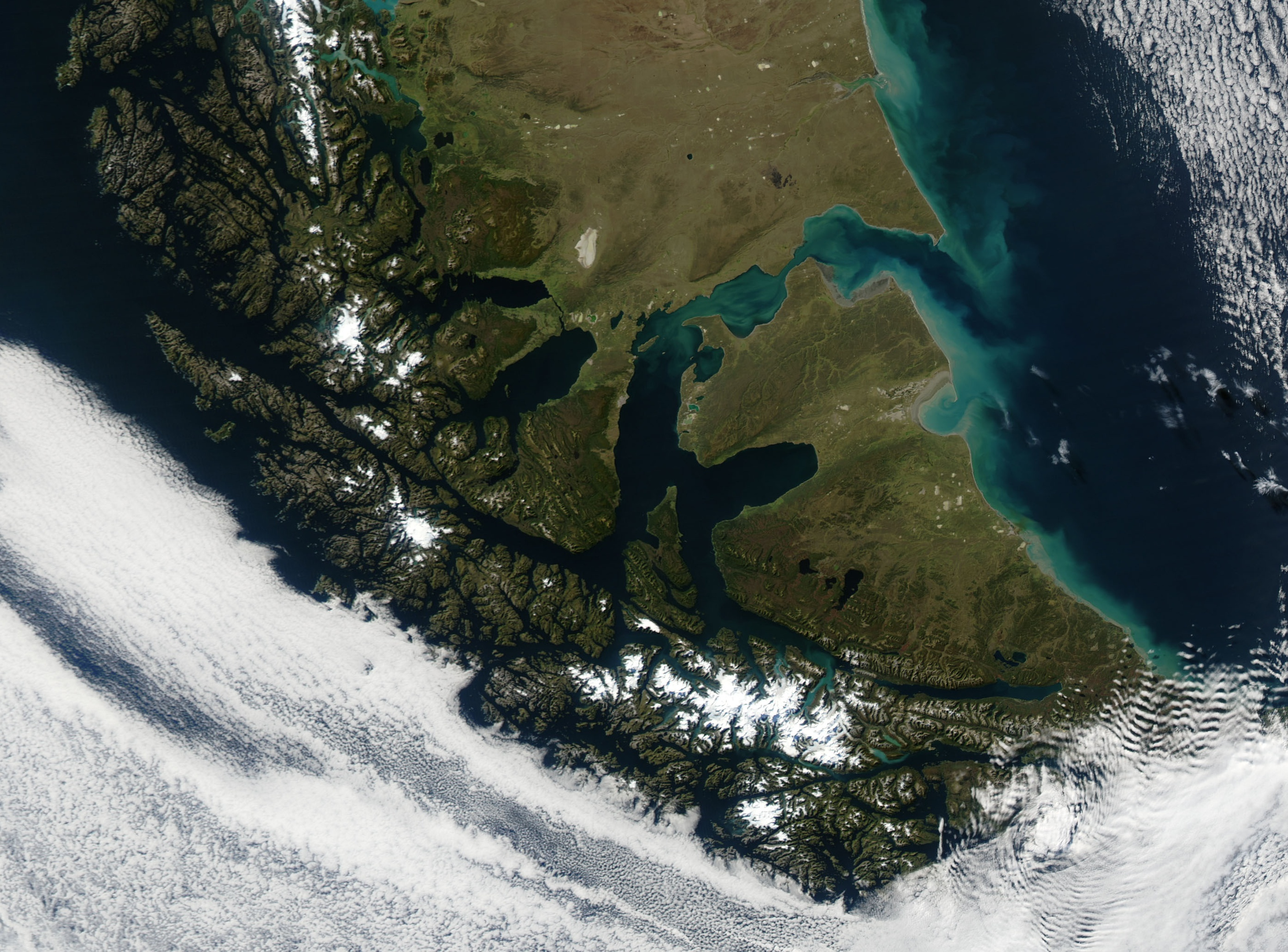
Imagem tirada por um satélite da NASA em 28 de março de 2003

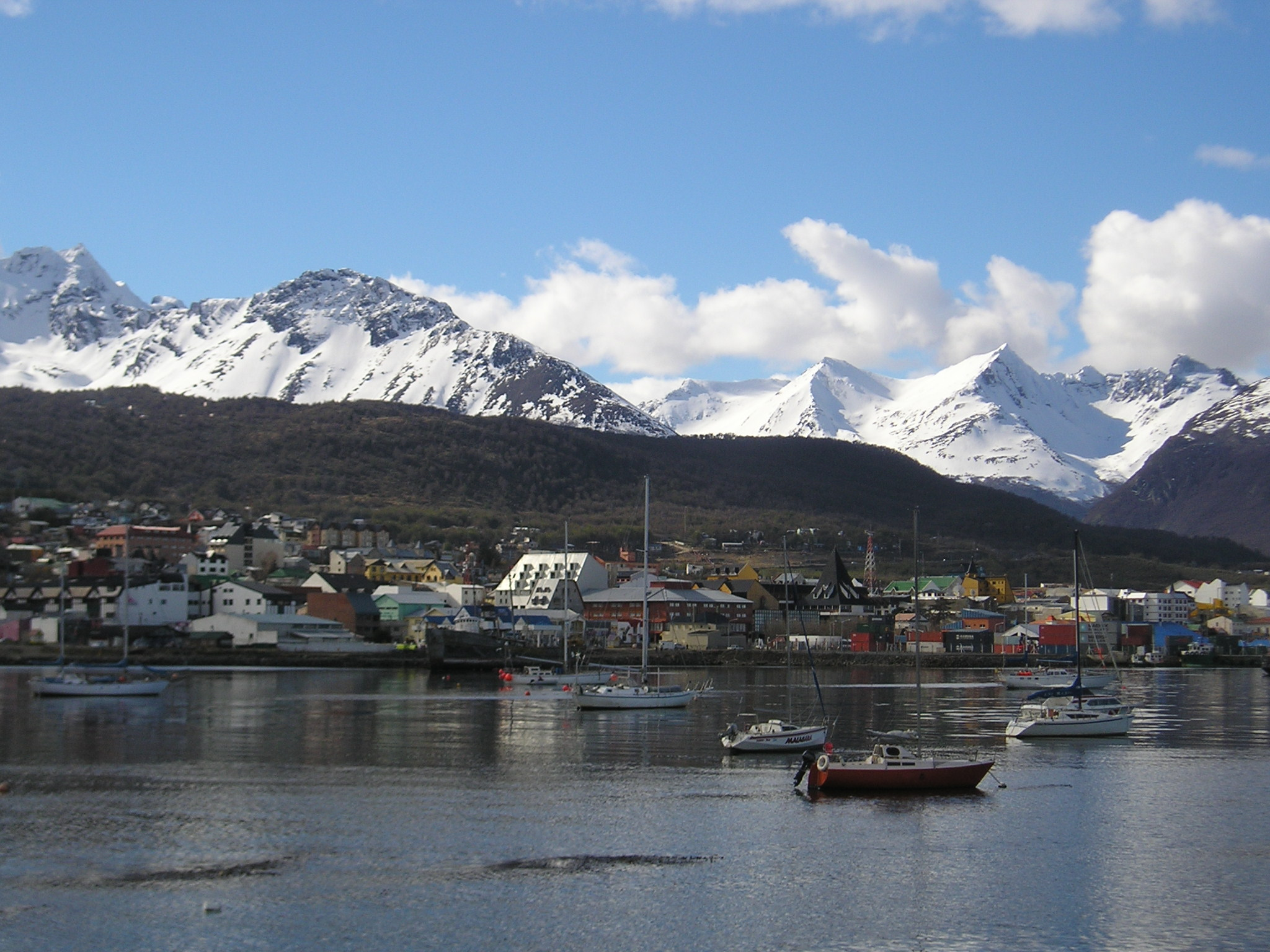
Ushuaia

A Terra do Fogo (em castelhano Tierra del Fuego) é um arquipélago situado na extremidade sul da América do Sul, formado por uma ilha principal (a Ilha Grande da Terra do Fogo, muitas vezes chamada igualmente Tierra del Fuego) e um grupo de ilhas menores. Sua superfície total é de 73 653 km² (semelhante ao território da Irlanda), sendo o arquipélago separado do continente sul-americano pelo estreito de Magalhães. A ponta mais a sul do arquipélago é o Cabo Horn. Politicamente, o arquipélago está dividido entre o Chile a Argentina.

## História
No século XVI, um grupo de exploradores da Espanha, aos comandos do navegador/explorador português Fernão de Magalhães à procura de uma nova rota ao oeste para as Índias, avistou as costas de uma terra desconhecida. Fogos dispersos e colunas de fumaça das fogueiras dos nativos pareciam boiar sobre as águas, no nevoeiro do amanhecer. Possivelmente foi esse entorno místico o que deu seu nome ao lugar: Terra do Fogo. Em 1881 o território foi dividido entre a Argentina (província da Terra do Fogo, Antártica e Ilhas do Atlântico Sul) e o Chile (província da Terra do Fogo).

## Geologia
As ilhas têm formação a partir do choque de placas tectônicas marinhas, formando um arco de ilhas, que no caso, são voltadas para sudeste. Essa formação indica a presença de rochas metamorfizadas, como por exemplo rochas magmáticas. Somando a isto, a região possui grande instabilidade tectônica, portanto há relatos e estudos sobre atividade de vulcanismo e terremotos.

## Cidades importantes

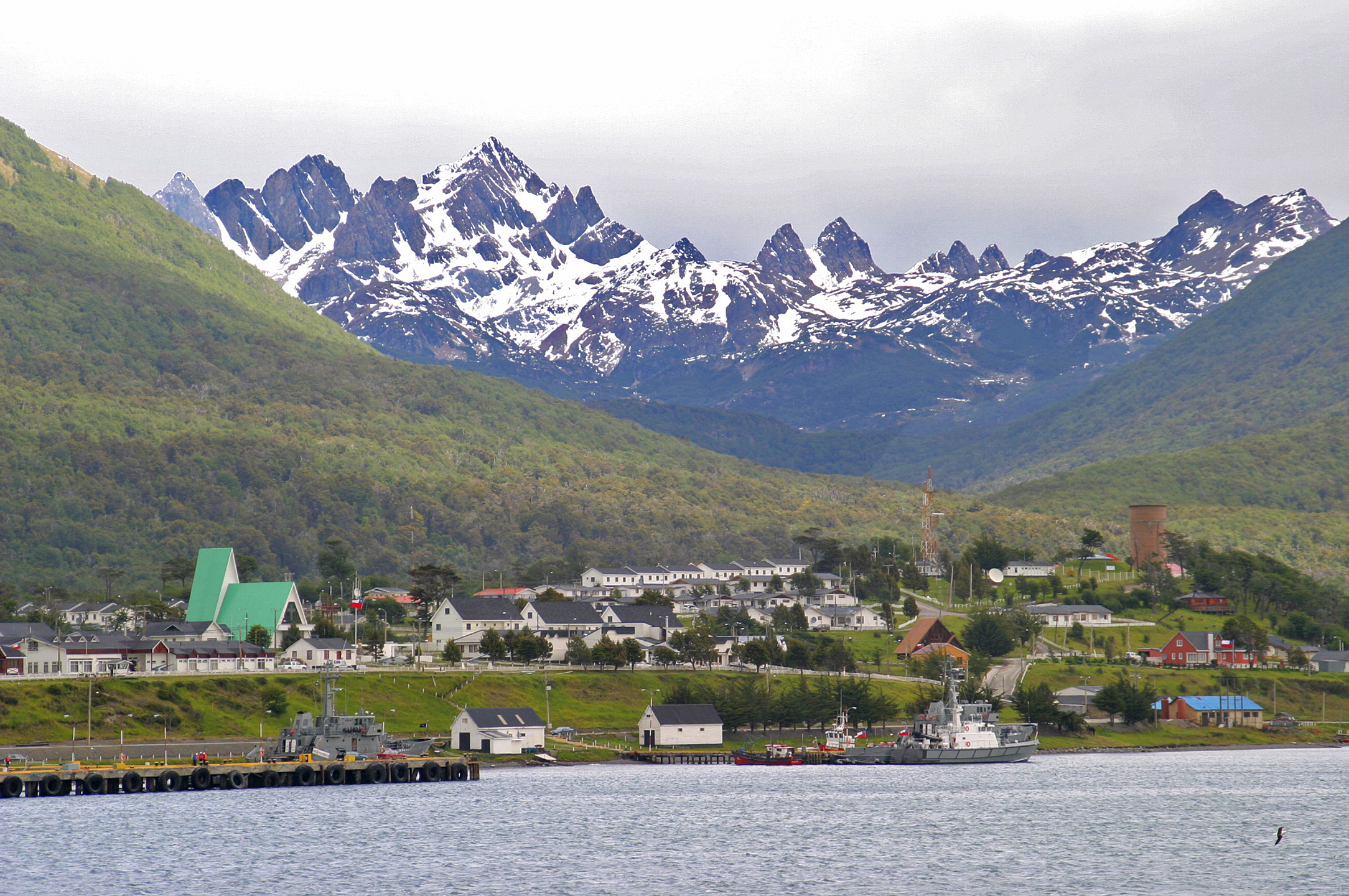
Puerto Williams é uma cidade chilena (cerca de 2.400 habitantes) na Ilha Navarino (Tierra del Fuego). Puerto Williams foi fundada pelos chilenos em 1953 como base naval por razões estratégicas.

Do lado argentino, na costa sul da ilha e banhada pelo Canal Beagle é Ushuaia, com 56 956 habitantes, na costa atlântica a cidade do Rio Grande com 67 038 habitantes e entre ambas cidades está Tolhuin, uma comuna de 3 004 habitantes.
Do lado chileno, a localidade mais populosa é Porvenir, em Isla Grande, banhada pelo estreito de Magalhães, habitada por 5 400 pessoas. Puerto Williams, na ilha Navarino, tem cerca de 1 600 habitantes.